# خفه‌شو و گیتارتو بزن
«خفه‌شو و گیتارتو بزن» (به انگلیسی: Shut Up 'n Play Yer Guitar) آلبومی از هنرمند اهل ایالات متحده آمریکا فرانک زاپا است که در سال ۱۹۸۱ میلادی منتشر شد.